# Gurjinder Kumar
Gurjinder Kumar (Nawanshahr, 10 ottobre 1990) è un calciatore indiano, difensore del Malappuram.

## Carriera

### Club
Ha giocato nella prima divisione indiana.

### Nazionale
Nel 2011 ha giocato 2 partite con la nazionale indiana Under-23.
Tra il 2012 ed il 2013 ha giocato in totale 6 partite con la nazionale indiana.

## Statistiche

### Presenze e reti nei club
| Stagione                | Squadra                 | Campionato              | Campionato | Campionato | Coppe nazionali | Coppe nazionali | Coppe nazionali | Coppe continentali | Coppe continentali | Coppe continentali | Altre coppe | Altre coppe | Altre coppe | Totale | Totale |
| Stagione                | Squadra                 | Comp                    | Pres       | Reti       | Comp            | Pres            | Reti            | Comp               | Pres               | Reti               | Comp        | Pres        | Reti        | Pres   | Reti   |
| ----------------------- | ----------------------- | ----------------------- | ---------- | ---------- | --------------- | --------------- | --------------- | ------------------ | ------------------ | ------------------ | ----------- | ----------- | ----------- | ------ | ------ |
| 2010-2011               | Pune                    | IL                      | 22         | 1          | FC              | 2               | 0               | -                  | -                  | -                  | DC          | 2           | 0           | 26     | 1      |
| 2011-2012               | Pune                    | IL                      | 21         | 3          | FC              | 3               | 0               | -                  | -                  | -                  | -           | -           | -           | 24     | 3      |
| 2012-2013               | Pune                    | IL                      | 23         | 0          | FC              | 3               | 0               | -                  | -                  | -                  | -           | -           | -           | 26     | 0      |
| 2013-2014               | Pune                    | IL                      | 18         | 1          | FC              | 3               | 0               | AFC+AFC Cup        | 1+6                | 0+0                | DC          | 0           | 0           | 28     | 1      |
| Totale Pune             | Totale Pune             | Totale Pune             | 84         | 5          |                 | 11              | 0               |                    | 7                  | 0                  |             | 0           | 0           | 102    | 5      |
| 2014-2015               | Salgaocar               | IL                      | 18         | 0          | FC              | 5               | 0               | -                  | -                  | -                  | -           | -           | -           | 23     | 0      |
| 2015                    | Pune City               | ISL                     | 4          | 0          | -               | -               | -               | -                  | -                  | -                  | -           | -           | -           | 4      | 0      |
| 2015-2016               | Salgaocar               | IL                      | 12         | 1          | FC              | 0               | 0               | -                  | -                  | -                  | -           | -           | -           | 12     | 1      |
| Totale Salgaocar        | Totale Salgaocar        | Totale Salgaocar        | 30         | 1          |                 | 5               | 0               |                    | -                  | -                  |             | -           | -           | 35     | 1      |
| 2016-2017               | Minerva Punjab          | IL                      | 3          | 0          | FC              | 0               | 0               | -                  | -                  | -                  | -           | -           | -           | 3      | 0      |
| 2017-2018               | Mohun Bagan             | IL                      | 5          | 0          | SC              | 3               | 0               | -                  | -                  | -                  | -           | -           | -           | 8      | 0      |
| 2018-2019               | Mohun Bagan             | IL                      | 11         | 0          | SC              | 0               | 0               | -                  | -                  | -                  | DC          | 4           | 0           | 15     | 0      |
| 2019-2020               | Mohun Bagan             | IL                      | 8          | 0          | SC              | 0               | 0               | -                  | -                  | -                  | -           | -           | -           | 8      | 0      |
| Totale Mohun Bagan      | Totale Mohun Bagan      | Totale Mohun Bagan      | 24         | 0          |                 | 3               | 0               |                    | -                  | -                  |             | 4           | 0           | 31     | 0      |
| 2020-2021               | NorthEast United        | ISL                     | 16+2       | 0          | -               | -               | -               | -                  | -                  | -                  | -           | -           | -           | 18     | 0      |
| 2021-2022               | NorthEast United        | ISL                     | 16         | 0          | -               | -               | -               | -                  | -                  | -                  | -           | -           | -           | 16     | 0      |
| 2022-2023               | NorthEast United        | ISL                     | 11         | 0          | SC              | 1               | 0               | -                  | -                  | -                  | DC          | -           | -           | 12     | 0      |
| Totale NorthEast United | Totale NorthEast United | Totale NorthEast United | 45         | 0          |                 | 1               | 0               |                    | -                  | -                  |             | -           | -           | 46     | 0      |
| 2024                    | Malappuram              | SLK                     | 5          | 0          | -               | -               | -               | -                  | -                  | -                  | -           | -           | -           | 5      | 0      |
| Totale carriera         | Totale carriera         | Totale carriera         | 195        | 6          |                 | 20              | 0               |                    | 7                  | 0                  |             | 4           | 0           | 226    | 6      |

### Cronologia presenze e reti in nazionale
| Cronologia completa delle presenze e delle reti in nazionale ― India | Cronologia completa delle presenze e delle reti in nazionale ― India | Cronologia completa delle presenze e delle reti in nazionale ― India | Cronologia completa delle presenze e delle reti in nazionale ― India | Cronologia completa delle presenze e delle reti in nazionale ― India | Cronologia completa delle presenze e delle reti in nazionale ― India | Cronologia completa delle presenze e delle reti in nazionale ― India | Cronologia completa delle presenze e delle reti in nazionale ― India |
| Data                                                                 | Città                                                                | In casa                                                              | Risultato                                                            | Ospiti                                                               | Competizione                                                         | Reti                                                                 | Note                                                                 |
| -------------------------------------------------------------------- | -------------------------------------------------------------------- | -------------------------------------------------------------------- | -------------------------------------------------------------------- | -------------------------------------------------------------------- | -------------------------------------------------------------------- | -------------------------------------------------------------------- | -------------------------------------------------------------------- |
| 27-2-2012                                                            | Dubai                                                                | Azerbaigian                                                          | 3 – 0                                                                | India                                                                | Amichevole                                                           | -                                                                    |                                                                      |
| 31-8-2012                                                            | Nuova Delhi                                                          | India                                                                | 0 – 1                                                                | Camerun                                                              | Nehru Cup 2012 - 1º turno                                            | -                                                                    | 80’                                                                  |
| 2-3-2013                                                             | Yangon                                                               | India                                                                | 2 – 1                                                                | Taipei cinese                                                        | AFC Challenge Cup 2013 - 1º turno                                    | -                                                                    |                                                                      |
| 4-3-2013                                                             | Yangon                                                               | Guam                                                                 | 0 – 4                                                                | India                                                                | AFC Challenge Cup 2013 - 1º turno                                    | -                                                                    |                                                                      |
| 6-3-2013                                                             | Yangon                                                               | Birmania                                                             | 1 – 0                                                                | India                                                                | AFC Challenge Cup 2013 - 1º turno                                    | -                                                                    | 19’                                                                  |
| 15-11-2013                                                           | Siliguri                                                             | India                                                                | 1 – 1                                                                | Filippine                                                            | Amichevole                                                           | -                                                                    |                                                                      |
| Totale                                                               |                                                                      | Presenze                                                             | 6                                                                    |                                                                      | Reti                                                                 | 0                                                                    |                                                                      |

## Palmarès

### Competizioni nazionali
- I-League: 1

Mohun Bagan:2019-2020